# Hanslope
Hanslope är en by och civil parish i Milton Keynes i Storbritannien. Den ligger i grevskapet Buckinghamshire och riksdelen England, i den södra delen av landet, 80 km nordväst om huvudstaden London. Hanslope ligger 119 meter över havet och antalet invånare är 1 867.